# Chế định Chủ tịch nước Việt Nam
Chế định Chủ tịch nước Việt Nam qua các bản Hiến pháp là tổng thể các quy định trong các bản Hiến pháp Việt Nam về vị trí, vai trò, nhiệm vụ và quyền hạn của chức danh Chủ tịch nước Việt Nam trong bộ máy Nhà nước Việt Nam. Chế định này là một trong những nội dung quan trọng của Hiến pháp Việt Nam, quy định về nguyên thủ quốc gia, người đứng đầu nhà nước, đại diện cho quốc gia về đối nội, đối ngoại. Ở Việt Nam theo quan điểm xã hội chủ nghĩa, có tất cả 05 bản Hiến pháp, đó là Hiến pháp 1946, Hiến pháp 1959, Hiến pháp 1980, Hiến pháp 1992 (đã được sửa đổi, bổ sung vào năm 2001) và Hiến pháp 2013, chế định chủ tịch nước trong các bản Hiến pháp này cũng có sự khác biệt nhất định, tùy vào từng thời điểm lịch sử của Việt Nam.

## Hiến pháp 1946

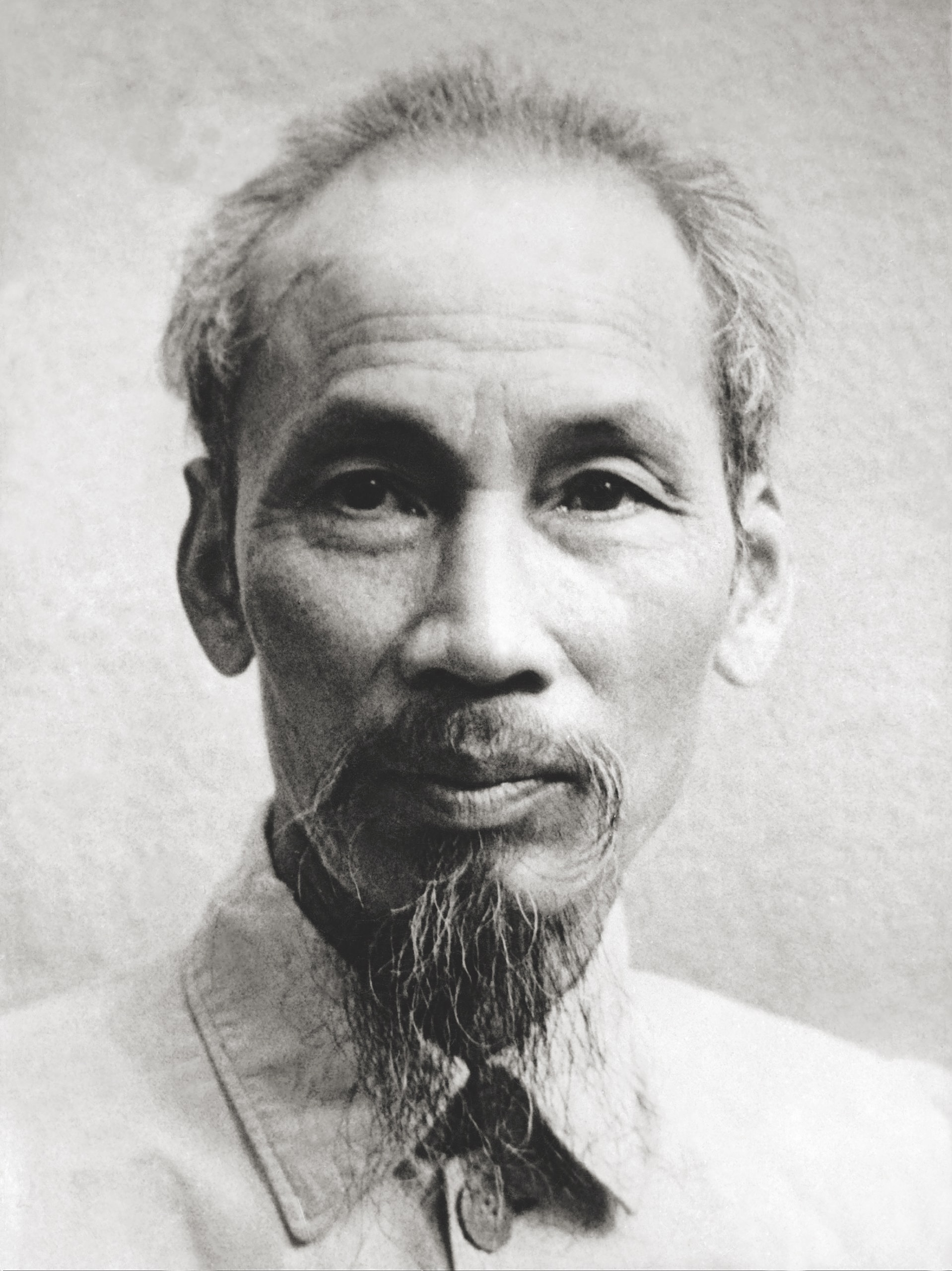
Hồ Chí Minh, Chủ tịch nước đầu tiên của Việt Nam

Sau thành công của cuộc Cách mạng tháng Tám, nước Việt Nam Dân chủ Cộng hòa phải đương đầu với những khó khăn thách thức từ trong nước và quốc tế. Phía Bắc thì quân đội của Tưởng Giới Thạch đang kéo vào để giải giáp quân Nhật., phía Nam là quân Pháp phối hợp với quân đông minh Anh cũng vào giải giáp quân Nhật. Tình hình đất nước lúc này còn rối ren hơn với sự mâu thuẫn giữa các đảng phái, phe phái trong nước, một số có ý định nổi dậy lật đổ chính quyền của Việt Minh.
Điều kiện cấp thiết lúc bấy giờ đòi hỏi phía Việt Minh và Đảng Cộng sản Việt Nam phải tập trung sức mạnh, quyền lực nhà nước vào tay một cá nhân đảm bảo sự thống nhất cao, quyết đoán nhanh, ứng biến với mọi tình huống có thể xảy ra với cách mạng. Với chế định chủ tịch nước năm 1946, chủ tịch nước mang một quyền hạn rất lớn để nhằm mục đích bảo vệ vững chắc thành quả mà nhân dân đã đạt được trong cuộc cách mạng tháng tám.
Hiến pháp 1946 là bản hiến pháp đầu tiên của nước Việt Nam Dân chủ Cộng hòa và cũng được xem là bản hiến pháp mang nhiều tư tưởng tiến bộ, tư tưởng nhân quyền và phân quyền. Tuy nhiên, do điều kiện chiến tranh, bản hiến pháp này chưa có cơ hội đi vào thực tiễn tuy vậy một số giá trị của nó cần được ghi nhận.
Về mặt lý luận nhà nước, bản hiến pháp này đã lần đầu tiên cho ra đời một mô hình tổ chức bộ máy nhà nước là cộng hoà hỗn hợp hay cộng hoà lưỡng tính (vừa kết hợp giữa cộng hoà tổng thống và cộng hoà nghị viện). Về mặt thực tiễn, chế định này đã thành công và được nhân dân đón nhận nhiệt liệt, các lực lượng đối lập, bất mãn, chống đối cũng buộc phải chấp nhận vì nó đã phần nào dung hoà các lợi ích (đảm bảo cho các đảng có đại diện tham gia vào nghị viện mà không thông qua bầu cử).
Sự ra đời của chế định chủ tịch nước trong Hiến pháp 1946 có thể nói bắt đầu từ chủ trương thành lập một chính phủ nhân dân cách mạng theo tinh thần đoàn kết rộng rãi tất cả các tầng lớp nhân dân.

### Quy trình, nhiệm kỳ, chế độ trách nhiệm
Hiến pháp 1946 chưa có chương riêng về chủ tịch nước. Theo quy định của Hiến pháp, chủ tịch nước được lựa chọn trong nghị viện nhân dân và phải được 2/3 tổng số nghị viên bỏ phiếu thuận. Điều kiện để trở thành chủ tịch nước phải là nghị viên của nghị viện nhân dân thông qua bầu cử. Đây là điều bắt buộc để phù hợp với một chế độ dân chủ theo quy định của Hiến pháp.
Điều 45 quy định: "Chủ tịch nước Việt Nam Dân chủ Cộng hoà được chọn trong Nghị viện nhân dân và phải được hai phần ba tổng số nghị viên bỏ phiếu thuận. Nếu bỏ phiếu lần đầu mà không đủ số phiếu ấy, thì lần thứ nhì sẽ theo đa số tương đối. Chủ tịch nước Việt Nam được bầu trong thời hạn 5 năm và có thể được bầu lại. Trong vòng một tháng trước khi hết nhiệm kỳ của Chủ tịch, Ban thường vụ phải triệu tập Nghị viện để bầu Chủ tịch mới."
Nhiệm kì của chủ tịch nước là 05 năm, dài hơn nhiệm kì của nghị viện (03 năm). Vì vậy nhiệm kỳ của chủ tịch nước không phụ thuộc vào nhiệm kỳ của Nghị viện, đây là sự biểu hiện của tính độc lập tương đối của chế định chủ tịch nước với chế định nghị viện. Việc quy định chủ tịch nước với vị trí độc lập tương đối so với nghị viện là thiết chế bảo vệ thành quả mà Đảng cộng sản Việt Nam đã giành được và chống lại các lực lượng đối lập trong và ngoài nước một cách hiệu quả nhất.
Cũng theo quy định, chủ tịch nước không phải chịu trách nhiệm gì trước nghị viện ngoài tội phản quốc, chủ tịch nước có thể thực hiện mọi quyền hạn của mình mà không gặp bất cứ sự truy cứu, phản đối nào, tăng cường sự chủ động, quyết đoán, không phụ thuộc nghị viện trong hoạt động cho chủ tịch nước trong bất kì hoàn cảnh nào xảy ra.

### Địa vị pháp lý và quyền hạn
Theo quy định của Hiến pháp 1946, chủ tịch nước đứng đầu chính phủ và nhà nước, nguyên thủ quốc gia đồng thời là người đứng đầu cơ quan hành chính nhà nước cao nhất. chủ tịch nước nắm quyền hành pháp cao nhất cũng là đảm bảo cho hoạt động của các cơ quan nhà nước được thông suốt từ trung ương cho đến địa phương. Với quyền hạn này chủ tịch nước có quyền chỉ đạo tối đa trên nhiều phương diện, lĩnh vực quản lý nhà nước lúc bấy giờ.
Chủ tịch nước là người đứng đầu cơ quan hành chính nhà nước ở trung ương là một quyền hạn lớn, giúp huy động nguồn lực để ứng phó với bất kỳ tình huống nào xảy ra. Chủ tịch nước còn là tổng chỉ huy quân đội toàn quốc, chỉ định hoặc cách chức các tướng soái trong lục quân, hải quân hoặc không quân.
Hiến pháp 1946 quy định cho chủ tịch nước rất nhiều quyền hạn như:
- Ban bố các đạo luật đã được nghị viện quyết định
- Thưởng huy chương và các bằng cấp danh dự của nhà nước
- Đặc xá
- Ký hiệp ước với các nước
- Phái đại biểu Việt Nam đến nước ngoài và tiếp nhận đại biểu ngoại giao của các nước
- Tuyên chiến hoặc đình chiến
- Chọn thủ tướng trong nghị viện và đưa ra nghị viện biểu quyết
- Ký sắc lệnh bổ nhiệm thủ tướng, nhân viên nội các và nhân viên cao cấp thuộc cơ quan chính phủ. Chủ tọa hội đồng chính phủ.

Có thể chia thẩm quyền chủ tịch nước theo các lĩnh vực sau:
- Thẩm quyền đối với quốc gia: Thay mặt cho nước; tổng chỉ huy quân đội và các lực lượng vũ trang; tặng thưởng huy chương và các bằng cấp danh dự; ký hiệp ước với các nước; tuyên bố đình chiến hay tuyên chiến theo quy định của Nghị viện.
- Thẩm quyền đối với các quyền lập pháp, hành pháp, tư pháp:
  - Đối với quyền lập pháp: chủ tịch nước là thành viên của Nghị viện, có quyền ban bố các Đạo luật đã được Nghị viện quyết nghị; có quyền yêu cầu Nghị viện về sự tín nhiệm Nội các; có quyền triệu tập phiên họp bất thường; và quyền phủ quyết tương đối các dự án luật (có quyền yêu cầu Nghị viện thảo luận lại các đạo luật trước khi ban bố).
  - Đối với quyền hành pháp: chủ tịch nước là thành viên Chính phủ, trực tiếp điều hành Chính phủ bằng cách chủ toạ các phiên họp Chính phủ; chủ tịch nước ký sắc lệnh bổ nhiệm Thủ tướng Chính phủ, nhân viên Nội các và nhân viên cao cấp thuộc các cơ quan Chính phủ, các đại sứ; ký các sắc lệnh của Chính phủ; yêu cầu Nghị viện thảo luận lại vấn đề tín nhiệm Nội các
  - Đối với quyền tư pháp: chủ tịch nước có quyền đặc xá và công bố đại xá

Tính chất đứng đầu Nhà nước (nguyên thủ quốc gia) của chủ tịch nước thể hiện ở chỗ: chủ tịch nước thay mặt cho nước, giữ quyền tổng chỉ huy quân đội toàn quốc, bổ nhiệm thủ tướng, Nội các, ban bố các đạo luật đã được Nghị viện quyết nghị, thưởng huy chương và bằng cấp danh dự, đặc xá, ký hiệp ước với các nước, phái đại biểu Việt Nam đến nước ngoài và tiếp nhận đại biểu ngoại giao của các nước, tuyên chiến hay đình chiến. Vị trí đứng đầu Nhà nước này cũng giống như ở các nước dân chủ, là có sự phân công phối hợp giữa Nghị viện, Ban thường vụ và Chủ tịch nước.
Điều đáng chú ý là các quy định này dường như có lợi cho Đảng cộng sản Việt Nam vì đảng này vừa mới vừa chuyển ra hoạt động công khai nên rất cần có sự bảo vệ của lực lượng vũ trang của quốc gia để chống lại các lực lượng đối lập đang tập trung công kích. Cần nói thêm là quyền hạn này được trao cho chủ tịch nước, tức là Hồ Chí Minh, người sáng lập Đảng Cộng sản Việt Nam.
Thông qua chế định chủ tịch nước này, Đảng Cộng sản Việt Nam đã có điều kiện nhằm tập trung toàn bộ sức mạnh thống lĩnh lực lượng vũ trang quân đội, tránh sự phân tán quyền lực không cần thiết gây cản trở ít nhiều trong hoạt động, đồng thời có tác dụng giúp chủ tịch nước huy động sức người tối đa, tổng động viên khi cần thiết, bảo vệ chính quyền (do Việt Minh đang kiểm soát), các cơ quan của Đảng cộng sản từ trung ương cho đến địa phương. Trong giai đoạn này Hồ Chí Minh thật sự có những quyền hạn to lớn như: chủ tịch nước kiêm thủ tướng chính phủ kiêm bộ trưởng bộ ngoại giao, đồng thời là tổng tư lệnh các lực lượng vũ trang và là chủ tịch Đảng Cộng sản.
Hiến pháp năm 1946 đã sang tạo một chế định chủ tịch nước được cho là khá độc đáo mang hình ảnh cả một vị tổng thống của nước tư sản để phù hợp hợp với điều kiện lịch sử của Việt Nam (đáng chú ý là chủ tịch nước có quyền phủ quyết tương đối các dự luật của Quốc hội, thảo luận và biểu quyết lại về sự bất tín nhiệm với Nội các).
Tại thời điểm đó, nghị viện nhân dân của nước Việt Nam Dân chủ Cộng hòa khá phức tạp và đa dạng với sự tham gia của nhiều đảng phái lớn nhỏ trong nước, đặc biệt là sự hiện diện của hai đảng Việt Quốc, Việt Cách có xu hướng thân Tưởng (được quân Tưởng đỡ đầu và bảo trợ), có khuynh hướng chống lại Đảng Cộng sản. Trong 403 ghế đại biểu nghị viên, có 70 ghế cho đại biểu của hai đảng này (không thông qua bầu cử). Đây là điều rất bất lợi cho nghị viện trong việc thông qua những chính sách do Đảng Cộng sản dự thảo.
Chủ tịch nước có quyền phủ quyết (veto) những đạo luật của nghị viện, đặc biệt là những đạo luật không có lợi cho chính sách của Đảng Cộng sản, quyết định bất lợi đối với Việt Minh. Quyền hạn này rất giống với Tổng thống Mỹ trong việc phủ quyết các đạo luật của nghị viện kiềm chế quyền lực và đối trọng với nghị viện (trong trường hợp Nghị viện bị các đảng đối lập chiếm đa số). Đây là điểm cho thấy sự ảnh hưởng của bản Hiến pháp Mỹ năm 1787, đặc biệt vận dụng vào hoàn cảnh Việt Nam lúc này là rất phù hợp cho lực lượng cộng sản.
Trên thực tế, trong giai đoạn này Đảng cộng sản Việt Nam vì nhiều lý do khác nhau không thể công khai tranh cử và công khai lãnh đạo nhưng vẫn đảm bảo được sự lãnh đạo của mình thông qua chế định chủ tịch nước ở chỗ chủ tịch nước cũng đồng thời là chủ tịch đảng. (Nó cũng giống như quy định hiện này ở một số nước trên thế giới hiện nay khi chức danh nguyên thủ quốc gia hay người đứng đầu chính phủ thường dành cho vị chủ tịch của đảng giành được thắng lợi trong cuộc bầu cử hoặc chiếm được đa số ghế trong nghị viện).

### Mối quan hệ với các cơ quan cao nhất
Có thể thấy rằng, quan hệ giữa chủ tịch nước với các cơ quan Nhà nước khác được thiết lập theo hướng tăng cường quyền lực cho chủ tịch nước, bảo đảm điều hoà và phối hợp các hoạt động lập pháp và hành pháp trong điều kiện các cơ quan này độc lập tương đối với nhau.
- Mối quan hệ với Nghị viện: chủ tịch nước có những quyền hạn lớn đối với Nghị viện như yêu cầu Nghị viện thảo luận lại những luật mà chủ tịch nước không đồng ý,[7] chủ tịch nước không phải chịu một trách nhiệm nào trừ khi phản bội Tổ quốc.[4] Tuy vậy Nghị viện cũng có khả năng hạn chế quyền của chủ tịch nước, để đảm bảo cho Nghị viện là cơ quan có quyền cao nhất, cụ thể là chủ tịch nước được Nghị viện chọn trong số các nghị viên và phải được hai phần ba tổng số nghị viên bỏ phiếu thuận, chủ tịch nước có thể được bầu lại,[2] những luật mà chủ tịch nước yêu cầu thảo luận lại nếu vẫn được Nghị viện ưng chuẩn thì bắt buộc chủ tịch nước phải ban bố[7] và cuối cùng là chủ tịch nước sẽ bị một tòa án đặc biệt của Nghị viện xét xử nếu phản bội Tổ quốc.[9]
- Mối quan hệ với Chính phủ. Chủ tịch nước là người đứng đầu Chính phủ và chủ tịch nước chọn Thủ tướng chính phủ trong Nghị viện; ký sắc lệnh bổ nhiệm Thứ trưởng và các nhân viên cao cấp khác thuộc cơ quan chính phủ[10] mỗi sắc lệnh của Chính phủ phải có chữ ký của chủ tịch nước, và phải có một hay nhiều Bộ trưởng thuộc lĩnh vực đó tiếp ký.[11]
- Mối quan hệ với cơ quan tư pháp. Hiến pháp 1946 chưa quy định rõ về mối quan hệ giữa chủ tịch nước với các cơ quan tư pháp mà chỉ nói rằng các viên Thẩm phán đều do Chính phủ bổ nhiệm

Như vậy, có thể thấy chủ tịch nước theo quy định của Hiến pháp năm 1946 có vị trí tương tự như Tổng thống ở chế độ Cộng hoà Tổng thống hay Cộng hoà lưỡng tính của các nước phương tây theo chế độ tư sản. Chủ tịch nước Việt Nam dân chủ Cộng hoà không những là người đứng đầu Nhà nước mà còn là người trực tiếp điều hành bộ máy hành pháp như chủ tịch nước Việt Nam dân chủ Cộng hoà có quyền chủ toạ Hội đồng Chính phủ, nhưng lại khác với chính thể Cộng hoà Tổng thống khi chủ tịch nước không do cử tri trực tiếp bầu ra hay gián tiếp bầu ra mà do Nghị viện bầu và phải là thành viên của Nghị viện.
Một điểm khác với Chính thể Cộng hoà Tổng thống nữa, đó là bên cạnh người đứng đầu bộ máy hành pháp còn có một bộ máy có tính Hiến định, bảo đảm việc thực thi quyền lực hành pháp ở Nội các, bao gồm Thủ tướng, các Bộ trưởng và Thứ trưởng. Điều 47 Hiến pháp 1946 quy định: "Chủ tịch nước Việt Nam chọn Thủ tướng trong Nghị viện và đưa ra Nghị viện biểu quyết. Nếu được Nghị viện tín nhiệm, Thủ tướng chọn các Bộ trưởng trong Nghị viện và đưa ra Nghị viện biểu quyết toàn thể danh sách. Thứ trưởng có thể chọn ngoài Nghị viện và do Thư tướng đề cử ra hội đồng Chính phủ duyệt, nhân viên ban thường vụ Nghị viện không được tham gia vào Chính phủ". Chủ tịch nước Việt Nam dân chủ Cộng hoà giống Tổng thống Mỹ ở chỗ được quyền phủ quyết các dự án luật đã được Nghị viện thông qua, nhưng lại khác với quyền phủ quyết của Tổng thống Mỹ ở chỗ Nghị viện chỉ cần biểu quyết lại, không cần phải biểu quyết mạnh mẽ hơn là 2/3 như ở Mỹ, thì chủ tịch nước buộc phải công bố thành luật có hiệu lực thi hành.
Ở Chính thể Cộng hoà Tổng thống, Tổng thống phải chịu trách nhiệm về mọi hành vi của mình, có thể bị Nghị viện luận tội theo thủ tục đàn hạch, thì chủ tịch nước Việt Nam dân chủ Cộng hoà giống như nguyên thủ quốc gia của mô hình Cộng hoà đại nghị là không phải chịu trách nhiệm nào, trừ khi phản bội Tổ quốc.
Tuy chủ tịch nước được quy định thực hiện các quyền hạn lớn hơn cả về lập pháp lẫn hành pháp, song Hiến pháp cũng quy định những hạn chế đối với chủ tịch nước, bảo đảm tính cơ quan có quyền lực cao nhất của Nghị viện. Đó là Nghị viện bầu ra chủ tịch nước trong số nghị sĩ, chuẩn y các hiệp ước do Chính phủ ký với nước ngoài. Hay những luật mà chủ tịch nước yêu cầu thảo luận lại nếu vẫn được Nghị viện ưng chuẩn thì bắt buộc chủ tịch nước phải ban bố. Khi Nghị viện không họp được, Ban thường vụ cùng với Chính phủ quyết định nên tuyên chiến hay đình chiến, chủ tịch nước tuyên chiến hay đình chiến theo quyết định đó, đặc biệt, Nghị viện nhân dân không bị giải tán.

## Hiến pháp 1959
Tính đến năm 1959, miền Bắc Việt Nam đã được kiểm soát hoàn toàn bởi lực lượng cộng sản sau chiến thắng tại trận Điện Biên Phủ, hiệp định Geneve ký với chính phủ Pháp ngày 21 tháng 7 năm 1954. Miền Bắc lúc này đang thực hiện quá trình cải tạo xã hội chủ nghĩa, trong khi đó ở miền Nam thì Hoa Kỳ đang có mưu đồ thay thế Pháp, can thiệp sâu hơn vào miền nam, thông qua viện trợ kinh tế, quân sự đã đưa chính quyền thân Hoa Kỳ do Ngô Đình Diệm đứng đầu lên cầm quyền tại miền Nam. Qua đó xây dựng một quốc gia để đối trọng lại với miền Bắc, ngăn chặn sự bành trướng của chủ nghĩa cộng sản.
Miền Bắc buộc phải thực hiện công cuộc hàn gắn vết thương chiến tranh, xây dựng xã hội chủ nghĩa trở thành hậu phương nhằm chi viện cho miền Nam. Chính phủ nước Việt Nam Dân chủ Cộng hòa ra sức tiến hành công cuộc khắc phục hậu quả chiến tranh, cải tạo xã hội để xây dựng xã hội xã hội chủ nghĩa.
Để phù hợp với sự nghiệp xây dựng chủ nghĩa xã hội ở miền Bắc, Đảng Cộng sản Việt Nam đã chủ trương xây dựng một bản hiến pháp mới. Do hoàn cảnh chiến tranh, hiến pháp năm 1946 đã không được sử dụng và đến lúc này thì nó đã tỏ ra không còn phù hợp với điều kiện hiện tại từ tiến trình dân chủ chuyển sang xây dựng chủ nghĩa xã hội. Khác với bản hiến pháp năm 1946, bản Hiến pháp năm 1959 xây dựng trên nguyên tắc tập quyền xã hội chủ nghĩa. Đây được cho là bản hiến pháp xã hội chủ nghĩa đầu tiên của Việt Nam. Trong bản Hiến pháp này, chế định nguyên thủ quốc gia vẫn là chủ tịch nước, nhưng đã có những điểm thay đổi về căn bản so với chế định chủ tịch nước trong Hiến pháp năm 1946. Chế định chủ tịch nước cũng có nhiều thay đổi so với bản hiến pháp trước đó.
Đây là lần đầu tiên, Hiến pháp năm 1959 ghi nhận chế định nguyên thủ quốc gia tại chương V, gồm 10 điều (từ Điều 61 đến Điều 70). Việc ghi nhận chế định chủ tịch nước thành một chương riêng biệt trong Hiến pháp chứng tỏ Hiến pháp năm 1959 có sự đổi mới rõ rệt so với Hiến pháp năm 1946.

### Quy trình và nhiệm kỳ
Việc thành lập chức danh chủ tịch nước về cơ bản không khác biệt nhiều với Hiến pháp 1959, chủ tịch nước vẫn do quốc hội bầu ra. Thiết chế chủ tịch nước vẫn phái sinh từ Quốc hội - cơ quan quyền lực Nhà nước cao nhất, thống nhất các quyền lập pháp, hành pháp, tư pháp, cùng Quốc hội thực hiện các chức năng nguyên thủ, điều phối các cơ quan cấp cao trong Bộ máy Nhà nước. Quốc hội bầu ra chủ tịch nước, công dân Việt Nam từ 35 tuổi trở lên có quyền ứng cử chủ tịch nước, những người này không nhất thiết là đại biểu quốc hội. Khác với chế định chủ tịch nước hiến pháp 1946 là chủ tịch nước phải là nghị viên của nghị viện nhân dân, và hai bản hiến pháp sau này là hiến pháp 1980, 1992 chế định chủ tịch nước được lựa chộn trong số các đại biểu quốc hội, đổi mới này đã mở rộng khả năng ứng cử vào ghế chủ tịch nước của nhân dân, cho thấy tư duy "thoáng" của các nhà lập hiến.
Nhiệm kì của chủ tịch nước theo nhiệm kì của Quốc hội. Ngoài chế định chủ tịch nước năm 1946 với nhiệm kì của chủ tịch nước không theo nhiệm kì của nghị viện nhân dân, nhiệm kì của chủ tịch nước ở các bản hiến pháp còn lại sau đó đều theo nhiệm kì của quốc hội, là sự thể hiện nguyên tắc tập trung quyền lực vào cơ quan đại diện cao nhất của nhân dân.

### Địa vị, quyền hạn
Chủ tịch nước đứng đầu bộ máy nhà nước, không còn đứng đầu hội đồng chính phủ, chỉ thay mặt nhà nước về đối nội và đối ngoại. Chủ tịch nước từ hiến pháp 1959 trở về sau phải chịu trách nhiệm trước quốc hội, báo cáo hoạt động của mình trước quốc hội và chịu sự chất vấn của các đại biểu quốc hội. Do tính chất của quốc hội là cơ quan dân cử cao nhất ở trung ương, chủ tịch nước nói riêng và các cơ quan cao nhất khác ở trung ương nói chung đều chịu sự giám sát tối cao của quốc hội.
Như vậy, chủ tịch nước được xác định là người đứng đầu Nhà nước nhưng không còn là người đứng đầu Chính phủ như trong Hiến pháp năm 1946. Chủ tịch nước thay mặt Nhà nước thực hiện các chức năng thuộc về đối nội, đối ngoại. Sự phân định chức năng nguyên thủ giữa chủ tịch nước, Quốc hội và Ủy ban Thường vụ Quốc hội đã chuyển sang hướng mới. Mọi quyền hạn quan trong đều thuộc về Quốc hội và Ủy ban Thường vụ Quốc hội. Chủ tịch nước chủ yếu thực hiện các công việc có tính đại diện cá nhân và tham gia nhất định vào các hoạt động của Nhà nước như lập pháp, thành lập các cơ quan Nhà nước, tặng thưởng huân chương, tuyên bố chiến tranh… nhưng đều dựa trên quy định của Quốc hội và Ủy ban Thường vụ Quốc hội.
Theo quy định của Hiến pháp năm 1959, chủ tịch nước chỉ đảm nhiệm chức năng nguyên thủ quốc gia trong lĩnh vực đối nội, đối ngoại. Quyền lực có nhiều thay đổi so với chế định chủ tịch nước trong Hiến pháp 1946 với mục đích đề cao vai trò tập thể nên đã chuyển một số quyền hạn của chủ tịch nước được ghi nhận tại Hiến pháp năm 1946 sang cho Uỷ ban thường vụ Quốc hội, bên cạnh đó lại quy định những quyền hạn khác của chủ tịch nước mang tính chất thủ tục.
Cụ thể là những quyền hạn sau:
- Căn cứ vào quyết định của quốc hội hoặc uỷ ban thường vụ quốc hội công bố luật, pháp lệnh
- Bổ nhiệm, bãi miễn thủ tướng, phó thủ tướng và các thành viên hội đồng chính phủ
- Bổ nhiệm và bãi miễn Phó chủ tịch và các thành viên khác của hội đồng quốc phòng.
- Công bố lệnh đại xá và lệnh đặc xá.
- Tặng thưởng huân chương và danh hiệu vinh dự của Nhà nước
- Tuyên bố tình trạng chiến tranh, công bố tổng động viên, động viên cục bộ, hoặc lệnh giới nghiêm.
- Tiếp nhận đại diện toàn quyền ngoại giao của nước ngoài cử đến, căn cứ vào quyết định của quốc hội hoặc của uỷ ban thường vụ quốc hội mà phê chuẩn hiệp ước ký với nước ngoài
- Cử và triệu hồi đại diện toàn quyền ngoại giao của nước Việt Nam dân chủ cộng hoà ở nước ngoài.
- Thống lĩnh các lực lượng vũ trang toàn quốc, giữ chức chủ tịch hội đồng quốc phòng.
- Khi xét thấy cần thiết có thể tham gia và chủ toạ các phiên họp của hội đồng chính phủ. Khi xét thấy cần thiết thì triệu tập và chủ toạ hội nghị chính trị đặc biệt.

Có thể chia quyền hạn, nhiệm vụ của chủ tịch nước thành những nhóm sau:
- Nhóm các nhiệm vụ, quyền hạn liên quan đến chức năng đại diện, thay mặt Nhà nước về đối nội, đối ngoại như: Tiếp nhận đại diện toàn quyền ngoại giao của nước ngoài cử đến; cử, triệu hồi đại diện toàn quyền ngoại giao của Việt Nam ở nước ngoài. Căn cứ vào quyết định của Quốc hội hoặc Ủy ban Thường vụ Quốc hội mà phê chuẩn hiệp ước ký với nước ngoài. Thống lĩnh các lực lượng vũ trang toàn quốc; giữ chức vụ Chủ tịch Hội đồng Quốc phòng. Căn cứ vào quyết định của Quốc hội hoặc Ủy ban Thường vụ Quốc hội mà tuyên bố tình trạng chiến tranh; công bố lệnh tổng động viên hoặc động viên cục bộ, công bố lệnh giới nghiêm. Quyết định tặng thưởng huân chương và các danh hiệu vinh dự của Nhà nước. Công bố lệnh đại xá và lệnh đặc xá...
- Nhóm các nhiệm vụ, quyền hạn liên quan đến việc phối hợp các thiết chế quyền lực Nhà nước trong các lĩnh vực lập pháp, hành pháp, tư pháp.
  - Về lĩnh vực lập pháp, chủ tịch nước có các quyền như: Trình dự án luật ra trước Quốc hội và dự án pháp lệnh ra trước Ủy ban Thường vụ Quốc hội.[19] Công bố pháp luật, pháp lệnh. Các đạo luật phải được công bố chậm nhất 15 ngày sau khi Quốc hội đã thông qua.
  - Về lĩnh vực hành pháp, chủ tịch nước tham gia thành lập Chính phủ; bổ nhiệm, bãi miễn Thủ tướng, Phó Thủ tướng và các thành viên khác của Hội đồng Chính phủ; bổ nhiệm, bãi miễn Phó Chủ tịch và các thành viên khác của Hội đồng Quốc phòng.[14]
  - Về lĩnh vực tư pháp và giám sát, đối với các cơ quan như Tòa án nhân dân tối cao, hay Viện Kiểm sát tối cao, thì theo quy định của Hiến pháp 1959, chủ tịch nước hầu như không có nhiệm vụ và quyền hạn gì.

Để đảm bảo thực hiện các nhiệm vụ, quyền hạn của mình, Hiến pháp 1959 cũng quy định chủ tịch nước, khi xét thấy cần thiết, có quyền tham dự và chủ tọa các phiên họp của Hội đồng Chính phủ hoặc triệu tập và chủ tọa Hội nghị chính trị đặc biệt.
Có thể thấy toàn bộ quyền lực nhà nước được trao trực tiếp cho nhân dân thông qua cơ quan đại diện là Quốc hội và như vậy quyền lực to lớn của chủ tịch nước được ghi nhận trong hiến pháp 1946 cũng đã bị giới hạn đáng kể. Nguyên thủ quốc gia chỉ còn là người đứng đầu nhà nước, người thay mặt cho nhà nước về đối nội và đối ngoại, không còn là người lãnh đạo chính phủ. Những quyền lực khác đã được giao cho quốc hội và chính phủ trực tiếp thục hiện.
Cần nói thêm là trong những năm 1949 đến năm 1952 đã diễn ra và hoàn tất quá trình phân biệt rõ chức trách của chủ tịch nước và chính phủ: Chủ tịch Hồ Chí Minh tập trung vào công việc của chủ tịch nước và ban hành các sắc lệnh, còn thủ tướng tập trung vào công tác lãnh đạo hội đồng chính phủ.
Như vậy so với chế định chủ tịch nước năm 1946, chủ tịch nước theo quy định của Hiến pháp năm 1959 có những điểm khác biệt như: Thay quyền chỉ huy các lực lượng vũ trang bằng quyền thống lĩnh các lực lượng vũ trang. Thay quyền ban bố luật bằng quyền công bố luật, không còn quyền yêu cầu Quốc hội thảo luận lại luật, không còn quyền bổ nhiệm, miễn nhiệm các chức danh trong cơ quan Hành chính và chuyên môn, đồng thời chủ tịch nước không còn quyền triệu tập, chủ toạ các phiên họp của Hội đồng Chính phủ trừ trường hợp cần thiết. Bên cạnh đó chủ tịch nước còn phải chịu trách nhiệm và báo cáo trước Quốc hội. Trước đây chủ tịch nước chủ yếu sử dụng sắc lệnh, bây giờ phải dùng luật để điều hành đất nước.
Tuy nhiên, quyền hạn của chủ tịch nước hiến pháp năm 1959 vẫn còn rất lớn như: "Khi xét thấy cần thiết có thể tham gia và chủ tọa các phiên họp của Hội đông chính phủ", bổ nhiệm thủ tướng... thể hiện tư duy của nhà lập hiến trong việc phối hợp hài hòa quyền lực, giữ lại một số quyền lực nhất định cho chủ tịch nước bảo đảm theo hướng có lợi cho việc can thiệp vũ trang đang tiến hành ở miền Nam đồng thời thực hiện quá trình chuyển hướng tư duy theo hướng xây dựng một nhà nước xã hội chủ nghĩa đã và đang tiến hành ở miền Bắc.

### Mối quan hệ với các cơ quan cao nhất
- Mối quan hệ giữa chủ tịch nước với Quốc hội: chủ tịch nước do Quốc hội bầu, (chọn trong công dân) với nhiệm kì theo nhiệm kì của Quốc hội (4 năm). Và khác với Hiến pháp năm 1946, chủ tịch nước phải chịu trách nhiệm trước Quốc hội. Điều đó cho thấy ở Hiến pháp năm 1959, vị trí của chủ tịch nước gắn bó với Quốc hội hơn so với Hiến pháp năm 1946, và điều này phù hợp hơn với nguyên tắc tổ chức bộ máy Nhà nước xã hội chủ nghĩa.
- Mối quan hệ giữa chủ tịch nước với Chính phủ: chủ tịch nước vẫn có vai trò khá lớn đối với Hội đồng Chính phủ. Chủ tịch nước đề nghị Thủ tướng để Quốc hội quyết định, căn cứ vào quyết định của Quốc hội, Uỷ ban thường vụ mà bổ nhiệm, bãi miễn Thủ tướng, Phó Thủ tướng và các thành viên khác của Hội đồng Chính phủ; khi cần thiết có quyền tham dự và chủ toạ các phiên họp của Hội đồng Chính phủ. Đây là những điểm kế thừa vị trí của chủ tịch nước đối với Chính phủ ở Hiến pháp trước.
- Mối quan hệ giữa chủ tịch nước với Toà án, Viện kiểm sát: Cũng như Hiến pháp năm 1946, Hiến pháp năm 1959 chưa có quy định rõ ràng về mối quan hệ giữa chủ tịch nước với Toà án, cũng như quan hệ giữa chủ tịch nước với Viện kiểm sát.

## Hiến pháp 1980
Sau chiến thắng trong cuộc kháng chiến chống Mỹ năm 1975, Quân Giải phóng đã thống nhất được đất nước, quy non sông về một mối. Miền Nam được hoàn toàn nằm dưới quyền kiểm soát của Chính phủ cách mạng lâm thời miền nam Việt Nam. Lãnh đạo Việt Nam hân hoan trong thắng lợi, và nhanh chóng vạch kế hoạch đưa Việt Nam quá độ đi lên chủ nghĩa xã hội. Về mặt pháp luật, đây là giai đoạn đỉnh cao của nguyên tắc tập quyền xã hội chủ nghĩa được áp dụng khi xây dựng bản hiến pháp 1980, khái niệm "Chuyên chính vô sản " lần đầu tiên xuất hiện trong hiến pháp. Đây là lần đầu tiên chế định chủ tịch nước hay chế định nguyên thủ quốc gia từ cá nhân được thể hiện bằng chế độ tập thể (Hội đồng nhà nước).
Tổ chức và hoạt động Nhà nước cũng phải thay đổi cho phù hợp với tình hình, nhiệm vụ và quan điểm về "quyền làm chủ tập thể của nhân dân lao động" mà Đại hội đại biểu Đảng Cộng sản Việt Nam toàn quốc lần thứ IV đã xác định. Cuộc tổng tuyển cử ngày 25 tháng 4 năm 1976 cử tri cả nước đã bầu ra Quốc hội thống nhất, Quốc hội khoá VI. Tiếp đó, ngày 18 tháng 12 năm 1980 tại kỳ họp thứ 7 Quốc hội khóa VI đã chính thức thông qua Hiến pháp mới đó là Hiến pháp 1980. Chủ tịch nước, theo quy định của Hiến pháp năm 1980, nằm trong hệ thống cơ quan quyền lực Nhà nước ở trung ương với tên gọi là Hội đồng Nhà nước. Hiến pháp năm 1980 đã "sáp nhập" hai chức năng của Ủy ban thường vụ quốc hội với chức năng của chủ tịch nước là cá nhân trong Hiến pháp 1959 vào một cơ quan duy nhất là Hội đồng Nhà nước.

### Quy trình và nhiệm kỳ
Hội đồng nhà nước được bầu ra trong số các đại biểu quốc hội. Bao gồm chủ tịch Hội đồng nhà nước và các phó Chủ tịch Hội đồng nhà nước. Nhiệm kì của hội đông nhà nước theo nhiệm kì của quốc hội, khi quốc hội hết nhiệm kì,hội đồng nhà nước tiếp tục làm nhiệm vụ cho đến khi quốc hội khóa mới bầu ra hội đồng nhà nước mới.
Điều 98 Hiến pháp năm 1980 quy định: "Hội đồng Nhà nước là cơ quan cao nhất, hoạt động thường xuyên của Quốc hội, là Chủ tịch tập thể của nước Cộng hoà xã hội chủ nghĩa Việt Nam". Điều luật này đã xác định rõ vị trí, tính chất của Hội đồng Nhà nước, chính là nguyên thủ tập thể của nước ta, đồng thời là cơ quan cao nhất và hoạt động thường xuyên của cơ quan quyền lực Nhà nước cao nhất - Quốc hội. Như vậy Hội đồng Nhà nước vừa là cơ quan thường trực của Quốc hội vừa là Chủ tịch tập thể của nước Cộng hoà xã hội chủ nghĩa Việt Nam.
Về trật tự hình thành và cơ cấu tổ chức, được quy định tại Điều 99 Hiến pháp năm 1980: "Hội đồng Nhà nước, được bầu ra trong số các đại biểu Quốc hội, gồm có:
- Chủ tịch Hội đồng Nhà nước,
- Các Phó Chủ tịch Hội đồng Nhà nước,
- Tổng thư ký Hội đồng Nhà nước,
- Các uỷ viên Hội đồng Nhà nước.

### Địa vị pháp lý và quyền hạn
Hội đồng nhà nước chính là chủ tịch tập thể của nước Cộng hòa xã hội chủ nghĩa Việt Nam, thay mặt nhà nước về đối nội và đối ngoại, thực hiện mọi chức năng nhiệm vụ của chủ tịch nước đồng thời thực hiện chức năng của Ủy ban thường vụ quốc hội. Hội đồng nhà nước chịu trách nhiệm và báo cáo công tác trước quốc hội
- Với tư cách là ủy ban thường vụ quốc hội, hội đồng nhà nước thực hiện các nhiệm vụ quyền hạn sau:
- Tuyên bố và chủ trì việc bầu cử đại biểu quốc hội, triệu tập các kỳ họp của quốc hội
- Công bố luật, ra pháp lệnh,giải thích hiến pháp luật và pháp lệnh
- Giải quyết việc trung cầu ý kiến nhân dân
- Giám sát công tác của hội đồng bộ trưởng, tòa án nhân dân tối cao, viện trưởng viện kiểm sát nhân dân tối cao
- Đình chỉ việc thi hành và bãi bỏ hoặc sửa đổi nghị định, nghị quyết, quyết định của hội đồng bộ trưởng trái với Hiến pháp,luật, nghị quyết, pháp lệnh của quốc hội
- Giám sát và hướng dẫn hoạt động của hội đông nhân dân các cấp,nhằm phát huy chức năng cơ quan đại biểu nhân dân của hội đồng nhân dân.
- Sửa đổi hoặc bãi bỏ những nghị quyết không thích đáng của hội đồng nhân dân tỉnh, thành phố trực thuộc trung ương và cấp tương đương, giải tán các hội đồng nói trên trong trường hợp hội đồng đó làm thiệt hại nghiêm trọng đến lợi ích của nhân dân
- Trong thời gian quốc hội không họp, quyết định việc thành lập bãi bỏ các bộ, các ủy ban nhà nước
- Trong thời gian quốc hội không họp, cử và bãi miễn các phó chủ tịch hội đồng bộ trưởng các bộ trưởng, các chủ nhiệm ủy ban nhà nước
- Cử và bãi miễn các phó chánh án, thẩm phán và hội thẩm nhân dân của tòa án nhân dân tối cao

- Nhiệm vụ quyền hạn của chủ tịch hội đồng nhà nước:
- Bổ nhiệm, bãi miễn và triệu hồi các đại diện toàn quyền ngoại giao của nước Cộng hòa xã hội chủ nghĩa Việt Nam ở nướ ngoài và các tổ chức quốc tế
- Tiếp nhận các đại diện toàn quyền ngoại giao của nước ngoài
- Phê chuẩn hoặc bãi bỏ những hiệp ước quốc tế, trừ trường hợp xét thấy cần trình quốc hội quyết định
- Quy định hàm, và cấp quân sự ngoại giao và những hàm và cấp khác
- Quy định và quyết định việc tặng thưởng huân chương, huy chương và danh hiệu vinh dự nhà nước
- Quyết định đặc xá
- Trong thời gian quốc hội không họp, tuyên bố tình trạng chiến tranh khi nước nhà bị xâm lược
- Quyết định tổng động viên hoặc động viên cục bộ, việc giới nghiêm trong toàn quốc hoặc trong từng địa phương
- Chủ tịch hội đồng nhà nước thống lĩnh các lực lượng vũ trang nhân dân toàn quốc và giữ chức chủ tịch hội đồng quốc phòng.

Thẩm quyền của Hội đồng Nhà nước rất rộng, có thể nói là rộng nhất so với chế định nguyên thủ quốc gia trong các bản Hiến pháp trước đó (năm 1946 và năm 1959) và thậm chí là trong Hiến pháp 1992 sau này, bởi vì Hội đồng Nhà nước giữ hai vị trí vừa là cơ quan thường trực của Quốc hội vừa là Chủ tịch tập thể của nước Cộng hoà xã hội chủ nghĩa Việt Nam.

### Mối quan hệ với các cơ quan cao nhất
Có thể nói thẩm quyền của Hội đồng Nhà nước rất rộng thể hiện ở mối quan hệ của Hội đồng Nhà nước không chỉ với các cơ quan Nhà nước khác ở Trung ương mà còn vươn tới tận các cơ quan Nhà nước ở cấp địa phương.
- Mối quan hệ giữa Hội đồng Nhà nước với hệ thống cơ quan quyền lực Nhà nước: Hội đồng Nhà nước là cơ quan cao nhất và hoạt động thường xuyên của Quốc hội, do Quốc hội thành lập trong số các đại biểu Quốc hội. Hôi đồng Nhà nước tuyên bố và chủ trì việc bầu cử đại biểu Quốc hội, triệu tập các kỳ họp của Quốc hội. Hội đồng Nhà nước công bố luật của Quốc hội, giải thích Hiến pháp và luật của Quốc hội. Hội đồng Nhà nước giám sát và hướng dẫn hoạt động của Hội đồng nhân dân các cấp, nhằm phát huy chức năng cơ quan đại biểu nhân dân của Hội đồng nhân dân. Sửa đổi hoặc bãi bỏ những nghị quyết không thích đáng của các Hội đồng nhân dân tỉnh, thành phố trực thuộc trung ương và cấp tương đương; giải tán các Hội đồng nói trên trong trường hợp các Hội đồng đó làm thiệt hại nghiêm trọng đến quyền lợi của nhân dân
- Mối quan hệ giữa Hội đồng Nhà nước với hệ thống cơ quan Hành chính Nhà nước: Hội đồng Nhà nước giám sát hoạt động của Hội đồng Bộ trưởng. Đình chỉ việc thi hành và sửa đổi hoặc bãi bỏ những nghị quyết, nghị định, quyết định của Hội đồng bộ trưởng trái với Hiến pháp, luật và pháp lệnh. Trong thời gian Quốc hội không họp, Hội đồng Nhà nước quyết định việc thành lập hoặc bãi bỏ các Bộ, các Uỷ ban Nhà nước, cử và bãi miễn các Phó Chủ tịch Hội đồng bộ trưởng, các bộ trưởng, các chủ nhiệm Uỷ ban Nhà nước.
- Mối quan hệ giữa Hội đồng Nhà nước với hệ thống cơ quan xét xử, kiểm sát: Ở Hiến pháp năm 1980, mối quan hệ này chưa rõ lắm, nhưng chúng ta vẫn có thể thấy được qua những quy định như Hội đồng Nhà nước giám sát công tác của Tòa án nhân dân Tối cao và của Viện trưởng Viện kiểm sát nhân dân Tối cao. Hội đồng Nhà nước cử và bãi miễn các Phó Chánh án, thẩm phán và hội thẩm nhân dân của Toà án nhân dân tối cao; cử và bãi miễn các Phó Viện trưởng và kiểm sát viên Viện kiểm sát nhân dân tối cao.

Chế định Hội đồng Nhà nước đã thể hiện tư duy của các nhà lập hiến Việt Nam lúc bấy giờ. Đó là tư duy theo hướng tập trung cao độ quyền lực nhà nước vào trong tay tập thể lãnh đạo. Nó phản ánh đúng xu hướng của lịch sử lúc đó, xây dựng một nhà nước chuyên chính vô sản và hiến pháp theo mô hình của các nước trong hệ thống xã hội chủ nghĩa, hệ thống đang có một phạm vi ảnh hưởng rộng lớn trên toàn thế giới vào thời điểm bấy giờ, Việt Nam là một nước theo chế độ xã hội chủ nghĩa nên không nằm ngoài khuynh hướng trên.
Đây là bản hiến pháp áp dụng triệt để tinh thần tập trung quyền lực vào tay nhân dân một cách cao độ với những chế đinh có phần giống với mô hình các bản hiến pháp của các nước trong hệ thống xã hội chủ nghĩa như Liên Xô, Trung Quốc.Hiến pháp 1980 là hiến pháp của thời kì cả nước quá độ lên chủ nghĩa xã hội.
Cùng với hiến pháp 1980, chế định chủ tịch nước đã không còn, quyền hạn của chủ tịch nước của nước đã được chuyển vào tay Hội đồng nhà nước. Tuy vậy trên thực tế chế định chủ tịch tập thể này đã làm vô hiệu hoá, hình thức hoá vai trò của chủ tịch nước với tư cách là một nguyên thủ quốc gia. Chính vì thế vai trò của chủ tịch nước trong thời kỳ này chưa được thể hiện một cách rõ nét và ảnh hưởng của các cá nhân là chủ tịch nước cũng không thực sự sâu sắc.
Cũng trong thời kỳ này, Việt Nam lâm vào khủng hoảng về mặt kinh tế, hoạt động của bộ máy nhà nước chưa thật sự hiệu quả. Nguyên nhân chính từ trong cách thức tổ chức và hoạt động đặc biệt là tổ chức bộ máy nhà nước ở tầng cao nhất. Từ đó, cho thấy sự nhận thức chưa đúng của các nhà lập hiến khi vận dụng không phù hợp nguyên lý của chủ nghĩa Mác-Lênin vào điều kiện Việt Nam, chủ quan duy ý chí không căn cứ vào tình hình thực tiễn lúc bấy giờ, rập khuôn một cách máy móc theo mô hình hiến pháp của các nước trong hệ thống, không phản ánh đúng hiện thực cuộc sống dẫn đến sự kìm hãm phát triển kinh tế, xã hội trong một thời kì.

## Hiến pháp 1992
Sau một thời gian phát huy hiệu lực, nhiều quy định của hiến pháp 1980 tỏ ra không phù hợp với điều kiện kinh tế, xã hội của đất nước. Chế định Hội đồng Nhà nước (nguyên thủ quốc gia tập thể) ngày càng bộ lộ rõ những hạn chế trong quá trình hoạt động. Tình hình thực tiễn đòi hỏi phải có một bản hiến pháp mới phù hợp hơn để thúc đẩy sự tiến bộ của xã hội, xây dựng cuộc sống mới. Hiến pháp năm 1992 xây dựng phù hợp với thời kì đất nước đang tiến hành đường lối đổi mới được thông qua tại Đại hội đại biểu toàn quốc lần thứ VI của Đảng cộng sản Việt Nam năm 1986.
Trong bối cảnh đó, Hiến pháp 1992 đã được Quốc hội nước Cộng hoà xã hội chủ nghĩa Việt Nam thông qua. Ngày 15 tháng 4 năm 1992 tại kỳ họp thứ 11 Quốc hội khóa VIII đã thông qua Hiến pháp mới thay thế Hiến pháp 1980, đó là Hiến pháp năm 1992. Tổ chức bộ máy Nhà nước có nhiều thay đổi căn bản so với bộ máy Nhà nước theo quy định của Hiến pháp năm 1980, trong đó có chế định chủ tịch nước.
Chế định nguyên thủ quốc gia được tổ chức khác nhau qua các Hiến pháp. Ở Hiến pháp 1946 và Hiến pháp 1959 là chủ tịch nước, đến Hiến pháp năm 1980 là Hội đồng Nhà nước và tại Hiến pháp năm 1992, thiết chế chủ tịch nước được xây dựng lại. Mô hình lần này vừa tiếp thu những ưu điểm của mô hình chủ tịch nước của Hiến pháp năm 1946 và Hiến pháp năm 1959, vừa giữ được sự gắn bó giữa Quốc hội, Uỷ ban Thường vụ Quốc hội và chủ tịch nước trong việc thực hiện các chức năng nguyên thủ quốc gia trong thể chế Hội đồng Nhà nước. Đồng thời cũng có thêm những đặc điểm mới.

### Quy trình và nhiệm kỳ

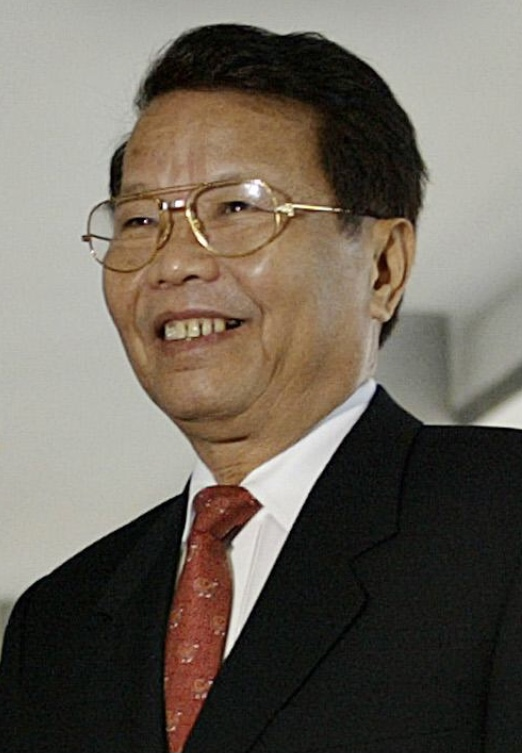
Trần Đức Lương, chủ tịch nước Cộng hòa xã hội chủ nghĩa Việt Nam (1997-2006)

Chủ tịch nước là người đứng đầu nhà nước, thay mặt nhà nước về đối nội và đối ngoại "Chủ tịch nước là người đứng đầu Nhà nước, thay mặt nước Cộng hoà xã hội chủ nghĩa Việt Nam về đối nội và đối ngoại" cũng như các Hiến pháp năm 1959 và năm 1980, chủ tịch nước chỉ đóng vai trò nguyên thủ quốc gia, người đứng đầu Nhà nước, thay mặt nước ta về đối nội và đối ngoại, chứ không đứng đầu Chính phủ như chế định chủ tịch nước trong Hiến pháp năm 1946. Chủ tịch nước do quốc hội bầu trong số đại biểu quốc hội. Nhiệm kì của chủ tịch nước theo nhiệm kì của quốc hội, khi Quốc hội hết nhiệm kì, chủ tịch nước tiếp tục làm nhiệm vụ cho đến khi quốc hội khóa mới bầu chủ tịch nước mới.
Chủ tịch nước chịu trách nhiệm và báo cáo công tác trước quốc hội, chịu sự chất vấn của đại biểu quốc hội, đặc biệt Nghị quyết 51/2001 về việc sửa đổi bổ sung một số điều của Hiến pháp 1992 đã tăng thêm cho quốc hội quyền bỏ phiếu tín nhiệm đối với các chức danh do quốc hội bầu, như vậy chủ tịch nước có thể bị miễn nhiệm.

### Quyền hạn

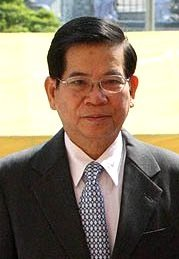
Nguyễn Minh Triết, chủ tịch nước Cộng hòa xã hội chủ nghĩa Việt Nam (2006-2011)

- Công bố Hiến pháp, luật và pháp lệnh
- Thống lĩnh các lực lượng vũ trang nhân dân và giữ chức chủ tịch hội đồng quốc phòng an ninh
- Đề nghị quốc hội bầu, miễn nhiệm, bãi nhiệm Phó chủ tịch nước, Thủ tướng chính phủ, chánh án tòa án nhân dân tối cao, viện trưởng viện kiểm sát nhân dân tối cao
- Căn cứ vào nghị quyết của quốc hội bổ nhiệm,miến nhiệm, cách chức phó thủ tướng, bộ trưởng và các thành viên khác của chính phủ.
- Căn cứ vào nghị quyết của quốc hội hoặc ủy ban thường vụ của quốc hội, công bố quyết định tình trạng chiến tranh, công bố quyết định đại xá
- Căn cứ vào nghị quyết của ủy ban thường vụ quốc hội, ra lệnh tổng động viên hoặc động viên cục bộ, công bố tình trạng khẩn cấp, trong trường hợp ủy ban thường vụ quốc hội không thể họp, ban bố tình trạng khản cấp trong cả nước hoặc ở từng địa phương.
- Đề nghị ủy ban thường vụ quốc hội xem xét lại pháp lệnh trong thời hạn 10 ngày kể từ ngày pháp lệnh được thông qua, nếu pháp lệnh đó vẫn được ủy ban thương vụ quốc hội tan thành mà chủ tịch nước không nhất trí thì chủ tịch nước trình quốc hội quyết định tại kì họp gần nhất.
- Bổ nhiệm, miễn nhiệm cách chức phó chánh án, thẩm phán tòa án nhân dân tối cao, phó viện trưởng, kiểm sát viên viện kiểm sát nhân dân tối cao
- Quyết định phong hàm cấp sỉ quan trong các lược vũ trang nhân dân, hàm cấp đại sứ những hàm cấp nhà nước trong các lĩnh vực khác, quyết định tặng thưởng huân chương huy chương, giải thưởng nhà nước và danh hiệu vinh dự nhà nước
- Cử, triệu hồi đại sứ đặc mệnh toàn quyền tại Việt Nam, tiếp nhận đại sứ đặc mệnh toàn quyền của nước ngoài, tiến hành đàm phán, ký kết điều ước quốc tế nhân danh nhà nước Cộng hòa xã hội chủ nghĩa Việt Nam với người đứng đầu nhà nước khác, trình quốc hội các điều ước quốc tế đã trực tiếp ký, quyết định phê chuẩn hoặc gia nhập các điều ước quốc tế, trừ trường hợp cần trình quốc hội quyết định

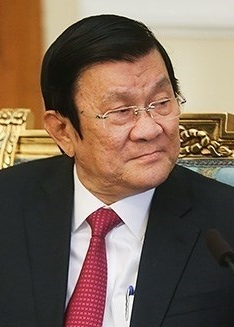
Trương Tấn Sang, chủ tịch nước Cộng hòa xã hội chủ nghĩa Việt Nam (2011-2016)

- Quyết định cho nhập quốc tịch Việt Nam, cho thôi quốc tịch Việt Nam hoặc tước quốc tịch Việt Nam
- Quyết định đặc xá
- Chủ tịch nước có quyền tham dự các phiên họp của ủy ban thường vụ quốc hội
- Khi xét tháy cần thiết, chủ tịch nước có quyền tham dự các phiên họp của chính phủ
- Chủ tịch nước ban hành lệnh, quyết định để thực hiện nhiệm vụ quyền hạn của mình.
- Có quyền trình dự án luật ra Quốc hội, kiến nghị về luật thông qua việc kiến nghị ban hành luật mới hoặc sửa đổi, bổ sung luật hiện hành.[24]

Với Chế định chủ tịch nước của hiến pháp 1992, chủ tịch nước chỉ còn là người đứng đầu bộ máy nhà nước Việt Nam trên danh nghĩa, các quyền lực trong các bản hiến pháp trước đây hầu như đã bị thu hẹp và được giao lại cho quốc hội hay chính phủ.Điều này cho thấy tư duy của nhà lập hiến trong việc xây dựng hình ảnh chủ tịch nước trong vai trò điều phối hoạt động, điều hòa mối quan hệ của các nhánh lập pháp, hành pháp và tư pháp và bảo đảm sự thông suốt trong quá trình vận hành của cả hệ thống cơ quan nhà nước. 
Hiến pháp năm 1992 kế thừa có chắt lọc những tinh hoa của hiến pháp 1946,1959,1980. Với thể chế chủ tịch tập thể như đã quy định trong hiến pháp năm 1980 có nhiều nhược điểm như không nhanh nạy, không linh hoạt và khó khăn trong việc đối ngoại cho nên định chủ tịch nước được khôi phục trở lại khá giống với chế định chủ tịch nước năm 1959. Tuy nhiên, chủ tịch nước hiến pháp năm 1992 quyền hạn không rộng như chủ tịch nước năm 1946 và năm 1959, chỉ là người đứng đầu về đối nội và đối ngoại thuần túy.

### Mối quan hệ với các cơ quan cao nhất
Với quốc hội: chủ tịch nước được quốc hội bầu ra trong số các đại biểu quốc hội, chủ tịch nước chịu trách nhiệm báo cáo công tác và hoạt động trước quốc hội, chịu sự chất vấn của các đại biểu quốc hội, Quốc hội có quyền bỏ phiếu tín nhiệm đối với chủ tịch nước không còn xứng đáng với sự tin tưởng của quốc hội và các đại biểu. Chủ tịch nước công bố hiến pháp, luật, pháp lệnh của ủy ban thường vụ quốc hội.
Tuy nhiên, chủ tịch nước có quyền đề nghị ủy ban thường vụ quốc hội xem xét lại pháp lệnh trong thời hạn mười ngày kể từ ngày pháp lệnh được thông qua, nếu pháp lệnh đó vãn được ủy ban thường vụ biểu quyết tán thành mà chủ tịch nước vẫn không nhất trí thì chủ tịch nước có quyền trình quốc hội tại kỳ họp gần nhất chủ tịch nước có quyền tham dự các phiên họp của ủy ban thường vụ quốc hội.
Với Chính phủ: chủ tịch nước đề nghị quốc hội bầu, miễn nhiệm, bãi nhiệm thủ tướng chính phủ. Thủ tướng chính phủ báo cáo công tác trước chủ tịch nước. Căn cứ vào nghị quyết của quốc hội bổ nhiệm, miễn nhiệm, cách chức phó thủ tướng, bộ trưởng và các thành viên khác của chính phủ. Chủ tịch nước có quyền tham dự các phiên họp của chính phủ khi xét thấy cần thiết.
Với Tòa án nhân dân tối cao: chủ tịch nước có quyền đề nghị quốc hội bầu miễn nhiệm bãi nhiệm Chánh án tòa án nhân dân tối cao. Bổ nhiệm, miễn nhiệm, cách chức phó chánh án, thẩm phán tòa án nhân dân tối cao. Chánh án tòa án nhân dân báo cáo công tác trước chủ tịch nước
Với viện kiểm sát nhân dân tối cao: chủ tịch nước có quyền đề nghị quốc hội bầu miễn nhiệm bãi nhiệm Viện trưởng viện kiểm sát nhân dân tối cao. Bổ nhiệm, miễn nhiệm, cách chức Phó viện trưởng, kiểm sát viên viện kiểm sát nhân dân tối cao nhân dân tối cao. Chánh án tòa án nhân dân tối cao có trách nhiệm báo cáo công tác trước chủ tịch nước.

## Hiến pháp 2013

Nguyễn Phú Trọng, chủ tịch nước Việt Nam (2018-2021)

Hiến pháp năm 2013 được thông qua là sự kiện chính trị, pháp lý đặc biệt quan trọng, đánh dấu bước tiến mới trong lịch sử lập hiến nước ta. Với đặc điểm thể chế chính trị và mô hình tổ chức bộ máy nhà nước của Việt Nam thì chế định chủ tịch nước trong Hiến pháp năm 2013 đã có những thay đổi tích cực, hợp lý. Một điểm mới của Hiến pháp năm 2013 là sau khi được bầu, chủ tịch nước phải tuyên thệ trung thành với Tổ quốc, Nhân dân và Hiến pháp.
Hiến pháp năm 2013 tiếp tục khẳng định chủ tịch nước thống lĩnh lực lượng vũ trang nhân dân, giữ chức Chủ tịch Hội đồng quốc phòng và an ninh. Trước đây, Khoản 9 Điều 103 Hiến pháp năm 1992 quy định: “Chủ tịch nước quyết định phong hàm, cấp sĩ quan cấp cao trong các lực lượng vũ trang nhân dân”. Tuy nhiên, hàm, cấp sĩ quan cấp cao trong các lực lượng vũ trang nhân dân là những hàm, cấp nào thì Hiến pháp không quy định.
Điều này chỉ có thể được làm rõ thông qua Luật Sĩ quan quân đội nhân dân (QĐND) Việt Nam năm 1999 (sửa đổi, bổ sung năm 2008) và Luật Công an nhân dân (CAND) năm 2005. Điều 25 Luật Sĩ quan QĐND Việt Nam quy định: “Chủ tịch nước phong, thăng quân hàm Đại tướng, Thượng tướng; Thủ tướng Chính phủ phong, thăng quân hàm Trung tướng, Thiếu tướng”. Tương tự, Điều 25 Luật CAND năm 2005 cũng quy định: “Chủ tịch nước phong, thăng cấp bậc hàm Thượng tướng, Đại tướng. Thủ tướng Chính phủ phong, thăng cấp bậc hàm Thiếu tướng, Trung tướng”.
Hiến pháp năm 2013 đã quy định cụ thể, rõ ràng hơn. Theo đó, chủ tịch nước “quyết định phong hàm, cấp sĩ quan cấp tướng trong các lực lượng vũ trang nhân dân” (Khoản 5 Điều 88). Với quy định này, việc phong, thăng cấp hàm Trung tướng, Thiếu tướng trong quân đội và công an trước đây thuộc về Thủ tướng Chính phủ thì nay thuộc về chủ tịch nước.
Trước đây, việc bổ nhiệm “Phó Đô đốc Hải quân, Chuẩn Đô đốc Hải quân” là thuộc thẩm quyền của Thủ tướng Chính phủ thì Hiến pháp năm 2013 quy định quyền này thuộc về chủ tịch nước. Theo cấp bậc quân hàm sĩ quan thì Chuẩn Đô đốc Hải quân có cấp hàm Thiếu tướng, còn Phó Đô đốc Hải quân có cấp hàm Trung tướng. Như vậy, chủ tịch nước có quyền phong hàm sĩ quan từ cấp Thiếu tướng hoặc Chuẩn Đô đốc trở lên trong các lực lượng vũ trang nhân dân.

### Quy trình và nhiệm kỳ
Chủ tịch nước là người đứng đầu Nhà nước Việt Nam, thay mặt nước Cộng hoà xã hội chủ nghĩa Việt Nam về đối nội và đối ngoại. Chủ tịch nước do Quốc hội bầu trong số đại biểu Quốc hội. Chủ tịch nước chịu trách nhiệm và báo cáo công tác trước Quốc hội. Nhiệm kỳ của chủ tịch nước theo nhiệm kỳ của Quốc hội là 5 năm. Khi Quốc hội hết nhiệm kỳ, chủ tịch nước tiếp tục làm nhiệm vụ cho đến khi Quốc hội khóa mới bầu ra chủ tịch nước.

### Quyền hạn
- Công bố Hiến pháp, luật, pháp lệnh; đề nghị Uỷ ban thường vụ Quốc hội xem xét lại pháp lệnh trong thời hạn mười ngày, kể từ ngày pháp lệnh được thông qua, nếu pháp lệnh đó vẫn được Uỷ ban thường vụ Quốc hội biểu quyết tán thành mà chủ tịch nước vẫn không nhất trí thì chủ tịch nước trình Quốc hội quyết định tại kỳ họp gần nhất;
- Đề nghị Quốc hội bầu, miễn nhiệm, bãi nhiệm Phó chủ tịch nước, Thủ tướng Chính phủ
- Bổ nhiệm, miễn nhiệm, cách chức Phó Thủ tướng Chính phủ, Bộ trưởng và thành viên khác của Chính phủ;
- Đề nghị Quốc hội bầu, miễn nhiệm, bãi nhiệm Chánh án Toà án nhân dân tối cao, Viện trưởng Viện kiểm sát nhân dân tối cao
- Bổ nhiệm, miễn nhiệm, cách chức Thẩm phán Tòa án nhân dân tối cao; bổ nhiệm, miễn nhiệm, cách chức Phó Chánh án Tòa án nhân dân tối cao, Thẩm phán các Tòa án khác, Phó Viện trưởng, Kiểm sát viên Viện kiểm sát nhân dân tối cao;
- Quyết định đặc xá;
- Căn cứ vào nghị quyết của Quốc hội, công bố quyết định đại xá;
- Quyết định tặng thưởng huân chương, huy chương, các giải thưởng nhà nước, danh hiệu vinh dự nhà nước; quyết định cho nhập quốc tịch, thôi quốc tịch, trở lại quốc tịch hoặc tước quốc tịch Việt Nam;
- Thống lĩnh lực lượng vũ trang nhân dân, giữ chức Chủ tịch Hội đồng quốc phòng và an ninh; quyết định phong, thăng, giáng, tước quân hàm cấp tướng, chuẩn đô đốc, phó đô đốc, đô đốc hải quân; bổ nhiệm, miễn nhiệm, cách chức Tổng tham mưu trưởng, Chủ nhiệm Tổng cục chính trị Quân đội nhân dân Việt Nam; căn cứ vào nghị quyết của Quốc hội hoặc của Uỷ ban thường vụ Quốc hội, công bố, bãi bỏ quyết định tuyên bố tình trạng chiến tranh; căn cứ vào nghị quyết của Uỷ ban thường vụ Quốc hội, ra lệnh tổng động viên hoặc động viên cục bộ, công bố, bãi bỏ tình trạng khẩn cấp; trong trường hợp Uỷ ban thường vụ Quốc hội không thể họp được, công bố, bãi bỏ tình trạng khẩn cấp trong cả nước hoặc ở từng địa phương;
- Tiếp nhận đại sứ đặc mệnh toàn quyền của nước ngoài;
- Căn cứ vào nghị quyết của Ủy ban thường vụ Quốc hội, bổ nhiệm, miễn nhiệm; quyết định cử, triệu hồi đại sứ đặc mệnh toàn quyền của Cộng hòa xã hội chủ nghĩa Việt Nam; phong hàm, cấp đại sứ; quyết định đàm phán, ký điều ước quốc tế nhân danh Nhà nước; trình Quốc hội phê chuẩn, quyết định gia nhập hoặc chấm dứt hiệu lực điều ước quốc tế quy định tại khoản 14 Điều 70; quyết định phê chuẩn, gia nhập hoặc chấm dứt hiệu lực điều ước quốc tế khác nhân danh Nhà nước.
- Chủ tịch nước có quyền tham dự các phiên họp của Chính phủ

### Mối quan hệ với các cơ quan cao nhất
Với quốc hội: chủ tịch nước được quốc hội bầu ra trong số các đại biểu quốc hội, chủ tịch nước chịu trách nhiệm báo cáo công tác và hoạt động trước quốc hội, chịu sự chất vấn của các đại biểu quốc hội, Quốc hội có quyền bỏ phiếu tín nhiệm đối với chủ tịch nước không còn xứng đáng với sự tin tưởng của quốc hội và các đại biểu. Chủ tịch nước công bố hiến pháp, luật, pháp lệnh của ủy ban thường vụ quốc hội.
Tuy nhiên, chủ tịch nước có quyền đề nghị ủy ban thường vụ quốc hội xem xét lại pháp lệnh trong thời hạn mười ngày kể từ ngày pháp lệnh được thông qua, nếu pháp lệnh đó vãn được ủy ban thường vụ biểu quyết tán thành mà chủ tịch nước vẫn không nhất trí thì chủ tịch nước có quyền trình quốc hội tại kỳ họp gần nhất chủ tịch nước có quyền tham dự các phiên họp của ủy ban thường vụ quốc hội.
Với Chính phủ:
- Chủ tịch nước đề nghị quốc hội bầu, miễn nhiệm, bãi nhiệm Thủ tướng chính phủ. Thủ tướng chính phủ báo cáo công tác trước chủ tịch nước.
- Bổ nhiệm, miễn nhiệm, cách chức phó thủ tướng, bộ trưởng và các thành viên khác của chính phủ.
- Đình chỉ việc thi hành hoặc bãi bỏ văn bản của Thủ tướng Chính phủ, Phó Thủ tướng Chính phủ trái với Hiến pháp, luật và văn bản của cơ quan nhà nước cấp trên
- Chủ tịch nước có quyền tham dự các phiên họp của chính phủ khi xét thấy cần thiết.

Với Tòa án nhân dân tối cao:
- Chủ tịch nước có quyền đề nghị quốc hội bầu miễn nhiệm bãi nhiệm Chánh án tòa án nhân dân tối cao.
- Bổ nhiệm, miễn nhiệm, cách chức phó chánh án, thẩm phán tòa án nhân dân tối cao.
- Chánh án tòa án nhân dân báo cáo công tác trước chủ tịch nước

Với Viện kiểm sát nhân dân tối cao:
- Chủ tịch nước có quyền đề nghị quốc hội bầu miễn nhiệm bãi nhiệm Viện trưởng viện kiểm sát nhân dân tối cao.
- Bổ nhiệm, miễn nhiệm, cách chức Phó viện trưởng, kiểm sát viên viện kiểm sát nhân dân tối cao nhân dân tối cao.
- Viện trưởng Viện kiểm sát nhân dân tối cao có trách nhiệm báo cáo công tác trước chủ tịch nước.